# Unterwasserhockey

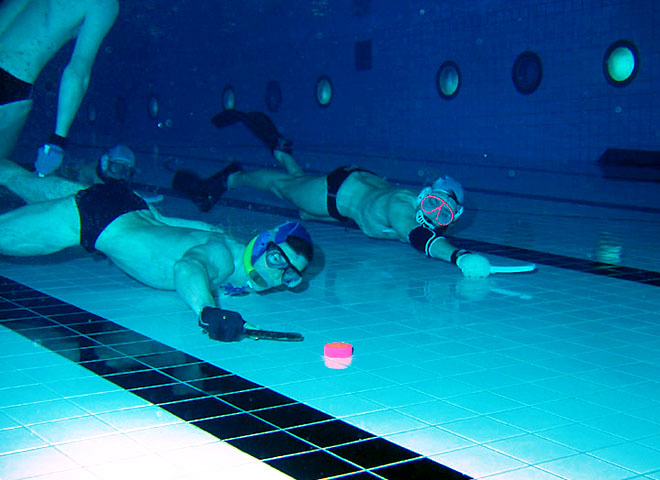
Unterwasserhockey

Unterwasserhockey (früher auch Octopush genannt, Kofferwort aus Octopus und engl. push, schieben) ist eine Mannschaftssportart, bei der sechs mit Schnorchel, Maske und Flossen ausgerüstete Spieler pro Mannschaft versuchen, am Grund eines Schwimmbeckens einen Bleipuck mit Hilfe eines Schlägers ins gegnerische Tor zu bringen.

## Beschreibung

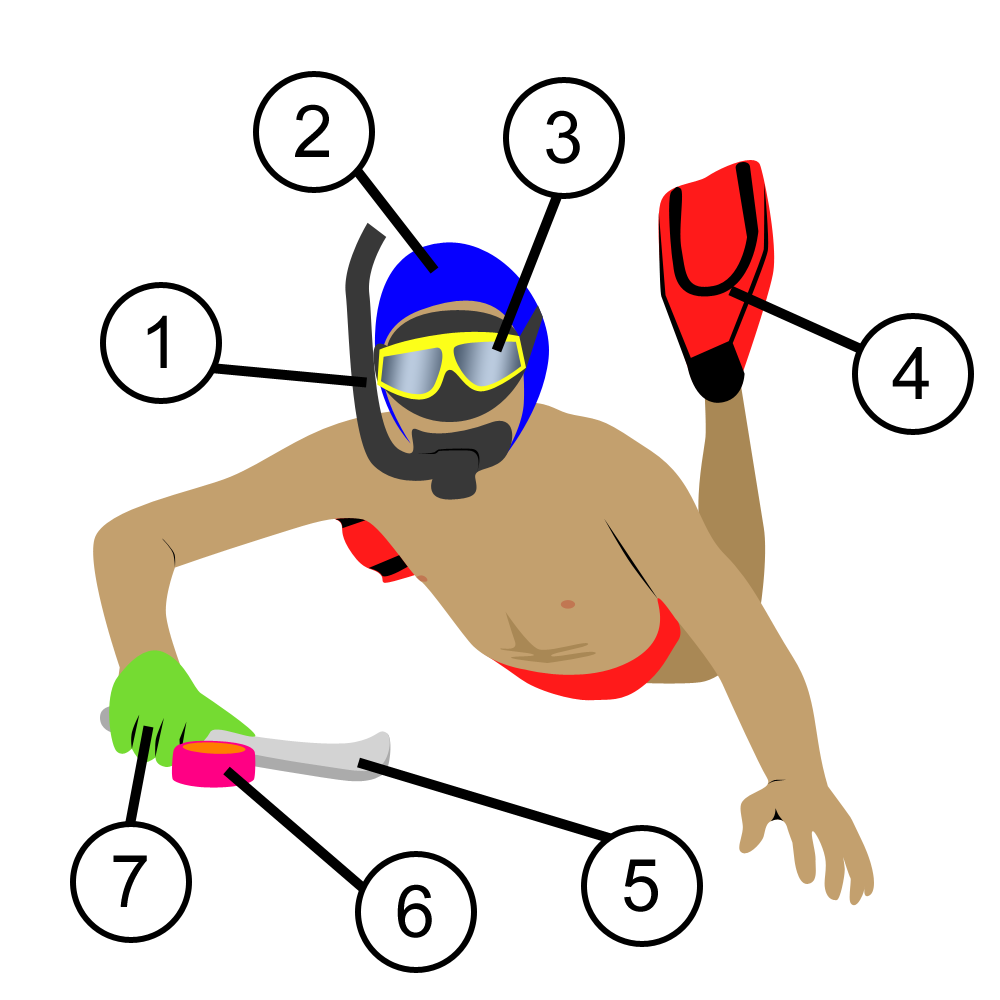
Ausrüstung eines Unterwasserhockeyspielers:
1. Schnorchel und Mundschutz
2. Kappe
3. Maske
4. Flossen
5. Schläger
6. Puck
7. Handschuh

Das Tor ist eine 3 m breite Metallrinne mit einer Rückwand und einer Schräge an der Frontseite. Der Puck wiegt 1,3 kg (±0,2 kg) und ist mit Kunststoff ummantelt, was seine Griffigkeit erhöht und gleichzeitig die Fliesen schont.
Die Mannschaftszugehörigkeit lässt sich an der Schläger- und Kappenfarbe ablesen: Die blaue Mannschaft hat schwarze Schläger, die weiße Mannschaft weiße. Die Kappen entsprechen denen des Wasserballs, haben einen Ohrmuschelschutz und sind mit der Spielernummer gekennzeichnet.
Zur Ausrüstung gehören neben Flossen, Maske, Schnorchel und Kappe ein mit Silikon geschützter Handschuh und ein kurzer Schläger aus Holz oder Kunststoff. Der Schläger darf maximal 35 cm lang sein, ist jedoch selten länger als 30 cm. Stürmer verwenden meist kleine, wendige Schläger, während Verteidiger wuchtigere Modelle bevorzugen.
Ein wettkampftaugliches Spielfeld ist 21–25 m lang, 12–15 m breit und 2,00–3,65 m tief (± 10 %, leichte Schräge zulässig). Bei Wettkämpfen in 50-m-Becken können oft zwei Spielfelder (mit jeweils einer Wechselgasse) und ein Aufwärmbereich eingerichtet werden. Die Schiedsrichter verwenden dann unterschiedliche akustische Signale, z. B. Unterwasserhupe in Pool A, Klangstab in Pool B.

## Situation in Deutschland
Den Anfang machten einige Unterwasserrugbyspieler der Giessener Hochschulmannschaft, die 1996 begannen Unterwasserhockey zu trainieren. Auf Einladung der französischen FFESSM (Fédération Française d’Études et de Sports Sous-Marins) nahm 1997 in Reims zum ersten Mal eine deutsche Mannschaft an einer Europameisterschaft teil, sie erzielte den 7. Platz.
Seit dem 26. Januar 1998 ist Unterwasserhockey offizieller Wettkampfsport des Verbandes Deutscher Sporttaucher. 2017 wurde erstmals ein deutschlandweiter Spielbetrieb ausgetragen, aus welchem der TCO Weinheim e. V. als Sieger hervorging.
| Saison    | Deutscher Meister                               |
| --------- | ----------------------------------------------- |
| 2017      | TCO Weinheim e. V.                              |
| 2018      | TCO Weinheim e. V.                              |
| 2018/2019 | Unterwasserhockey München e. V. (1. Mannschaft) |
| 2019/2020 | Sporttaucher Berlin e. V.                       |
| 2020/2021 | - Kein Spielbetrieb (Corona) -                  |
| 2021/2022 | Sporttaucher Berlin e. V.                       |
| 2022/2023 | TCO Weinheim e. V.                              |
| 2023/2024 | Sporttaucher Berlin e. V.                       |

Deutsche Nationalmannschaften haben an folgenden Europa- und Weltmeisterschaften teilgenommen:
- 1998 WM in San José, USA
- 2003 EM in San Marino, San Marino
- 2005 EM in Marseille, Frankreich (Damen- und Herrenmannschaft)
- 2009 WM in Kranj, Slowenien (Damenmannschaft)
- 2013 WM in Eger, Ungarn (Damenmannschaft)
- 2016 WM in Stellenbosch, Südafrika (Damenmannschaft)
- 2017 EM in Eger, Ungarn (Damenmannschaft)
- 2018 WM in Quebec (Stadt), Kanada (Damenmannschaft)
- 2023 WM in Gold Coast, Australien (Damen- und Herrenmannschaft)

Während sich Unterwasser-Rugby im deutschsprachigen Raum relativer Bekanntheit erfreut, ist Unterwasserhockey noch weithin unbekannt. Zurzeit wird Unterwasserhockey nur an sechs deutschen und vier Schweizer Standorten als Wettkampfsport betrieben: München, Heidelberg, Elmshorn, Berlin, Hannover, Köln, Zürich, Basel, Bern und Genf.